# Juan Solo
Juan Alberto Solís Cosío (Puebla, 4 de noviembre de 1983), más conocido como Juan Solo, es un cantante, compositor y músico mexicano.

## Biografía
Juan Solo nació el 4 de noviembre de 1983 en el estado de Puebla. A los 18 años comenzó a hacer teatro musical en Puebla participando en dos obras musicales: Godspell y Fame, a partir de ese momento comenzó a presentarse en varios lugares de la ciudad.
Es graduado de la Universidad de la Música G. Martell en la carrera de producción musical y egresado de la primera generación del Taller de composición de la sociedad de autores y compositores de México.

## Trayectoria
Se ha presentado en el Lunario del Auditorio Nacional, el Teatro Metropólitan y Plaza Condesa de la Ciudad de México, así como la Cumbre Tajín en Veracruz y la feria de Puebla conciertos que han sido destacados para su vida artística e igual ha contado con presentaciones fuera del país como en España, Colombia, Chile, Guatemala, Panamá y Estados Unidos.
Ha compuesto canciones para las películas  “Por mis bigotes”, “Nikté” y “La leyenda de Nahuala” por la cual ganó dos Premios Ariel y obtuvo el premio Gaviota de plata como mejor intérprete con su canción «Extranjera» en la 54.ª edición del Festival Internacional de la Canción de Viña del Mar en 2012.
Fue nominado a “Mejor Artista Revelación” dentro de los Premios OYE 2013.
En el 2015 protagonizó al personaje de Mario del musical Hoy no me puedo levantar.
Se ha posicionado en primer lugar de ventas en iTunes y en quinto lugar a nivel nacional en el Ranking radio Disney con el sencillo "Contigo puedo ser quien soy".
En abril de 2020, lanza el sencillo «No rompo tus fotos», una versión acústica del tema en colaboración con la cantante chilena Denise Rosenthal, se publicó al mes siguiente.

## Discografía
Álbumes de estudio
- 2014: Ni solo ni mal acompañado

Álbumes en vivo
- 2017: Capítulo 1

EPs
- 2012: @SoyJuanSolo
- 2016: Cuatro

## Premios y nominaciones
| Año  | Premio                                               | Categoría                | Trabajo nominado      | Resultado |
| ---- | ---------------------------------------------------- | ------------------------ | --------------------- | --------- |
| 2012 | Premios Ariel                                        | Composición              | La leyenda de Nahuala | Ganador   |
| 2012 | Premios Ariel                                        | Composición              | La leyenda de Nahuala | Ganador   |
| 2012 | Festival Internacional de la Canción de Viña del Mar | Mejor Intérprete         | «Extranjera»          | Ganador   |
| 2013 | Premios OYE                                          | Mejor Artista Revelación | El mismo              | Nominado  |